# Catocala pudica
Catocala pudica là một loài bướm đêm trong họ Erebidae.